# Louis Langrée

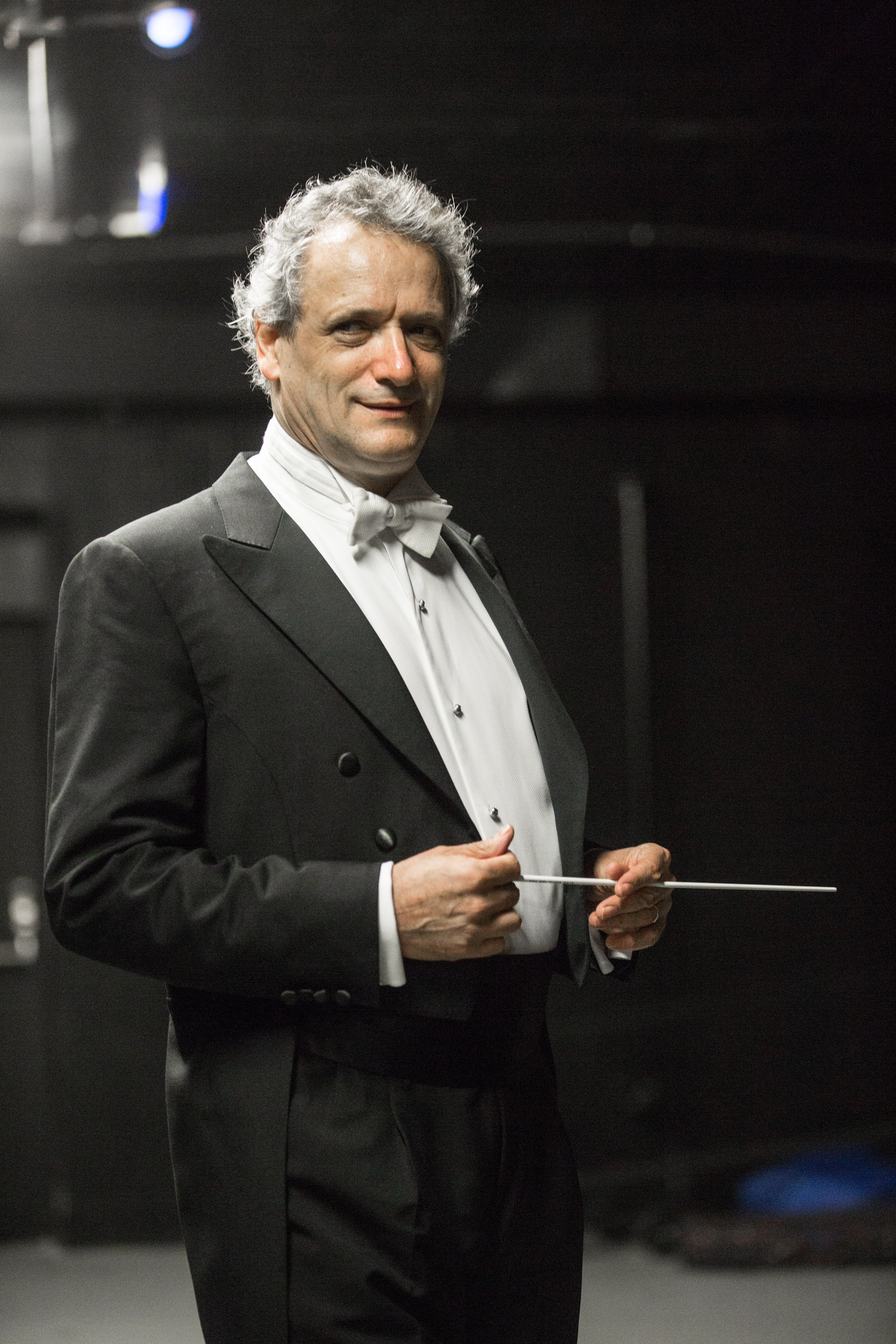
Louis Langrée (2017)

Louis Langrée (geboren am 11. Januar 1961 in Mulhouse) ist ein französischer Dirigent. Er leitet das Mostly Mozart Festival in New York (seit 2003), das Cincinnati Symphony Orchestra (2013–2024) und die Opéra-Comique in Paris (seit 2021).

## Leben und Wirken
Langrée ist der Sohn des Organisten und Musiktheoretikers Alain Langrée. Nach seinem Studium am Straßburger Konservatorium arbeitete er von 1983 bis 1986 als Korrepetitor und Assistent an der Opéra National de Lyon, anschließend beim Festival d’Aix-en-Provence und bei den Bayreuther Festspielen. Von 1989 bis 1992 war Langrée Assistent beim Orchestre de Paris, wirkte anschließend von 1993 bis 1998 als Musikdirektor des Orchestre de Picardie und leitete von 2001 bis 2006 das Orchestre Philharmonique Royal de Liège. Seit 2003 ist er Musikdirektor des Mostly Mozart Festival am New Yorker Lincoln Center. Außerdem leitete er als Chefdirigent von 2011 bis 2016 die Camerata Salzburg, mit der er zum Beispiel 2015 bei den Salzburger Pfingstfestspielen ein Festkonzert im Großen Festspielhaus mit unter anderem Cecilia Bartoli, Anna Netrebko, Marianne Crebassa und Christopher Maltman gab.
Seit der Spielzeit 2013/14 fungiert Langrée als Musikdirektor des Cincinnati Symphony Orchestra (CSO), nachdem er das Orchester erstmals im März 2011 dirigiert hatte. Langreé teilte mit, dass er den Vertrag nach dessen Auslauf im Jahr 2024 nicht mehr verlängern wird. Mit dem CSO unternahm er Konzertreisen nach Europa und Asien und gastierte zum Beispiel bei den Londoner Proms, beim Edinburgh International Festival oder beim Hong Kong Arts Festival.
Zudem dirigierte er weltweit Orchester wie zum Beispiel Berliner Philharmoniker, Wiener Philharmoniker, Wiener Symphoniker, Leipziger Gewandhausorchester, Dresdner Philharmonie, Konzerthausorchester Berlin, Freiburger Barockorchester, London Philharmonic Orchestra, Tschechische Philharmonie, Orchestre National de France, Orchestre de la Suisse Romande, Orchestra dell’Accademia Nazionale di Santa Cecilia in Rom, New Yorker Philharmoniker, National Symphony Orchestra in Washington, Philadelphia Orchestra, Orchestre symphonique de Montreal und das NHK-Sinfonieorchester. Dabei gastierte er auch bei internationalen Festivals wie dem Prager Frühling.
Langrées Repertoire umfasst Werke des Barock, zum Beispiel von Lully und Gluck, bis hin zu den zeitgenössischen Komponisten. So dirigierte er Uraufführungen von unter anderem André Previn, Anna Clyne, Jennifer Higdon, Nico Muhly, David Lang, Markus Lindberg, Julia Adolphe, Daníel Bjarnason und Caroline Shaw und vergab gemeinsam mit dem CSO zahlreiche Kompositionsaufträge.

### Wirken als Operndirigent
Seit Beginn der 1990er Jahre dirigiert Langrée regelmäßig an renommierten Opernhäusern Europas und Nordamerikas, auch auf Festivals. 1991 debütierte er beim Spoleto Festival USA mit Monteverdis L’incoronazione di Poppea. An der New Yorker Metropolitan Opera dirigierte er erstmals 2007 (Gucks Iphigénie en Tauride) und leitete dort seither über 50 Vorstellungen (Stand 2022). Sein Debüt an der Wiener Staatsoper hatte er 2010 mit La Bohème und dirigierte weitere Vorstellungen (Eugen Onegin, La traviata, Don Giovanni, Le nozze di Figaro) sowie 2013 die Premiere von La clemenza di Tito (Regie Jürgen Flimm). Zudem gastierte er unter anderem an der Lyric Opera of Chicago, der Mailänder Scala, am Londoner Royal Opera House (Hamlet 2003), der Dresdner Semperoper, am Grand Théâtre de Genève, an De Nederlandse Opera Amsterdam und an der Opéra Royal de Wallonie.
1998 übernahm er erstmalig zwei Leitungsfunktionen – als Musikdirektor der Opéra National de Lyon (bis 2000) und als Leiter der Glyndebourne Touring Opera (bis 2003). Seit November 2021 ist Langrée Direktor der Pariser Opéra-Comique.

### Lehrtätigkeit
Langrée unterrichtete Meisterklassen zum Beispiel an der Juilliard School und an der École Normale de Musique de Paris.

### Privates
Langrée ist mit Aimée Clark Langrée verheiratet, einer französischen Fernsehschriftstellerin, mit der er zwei Kinder hat.

## Aufnahmen (Auswahl)

### CD
- Mozart Heroines. Mozartarien. Natalie Dessay, Sopran; Orchestra of the Age of Enlightenment; Louis Langrée (Virgin Classics; 2000)
- Schumann. Mit Anne Gastinel, Cello; Claire Désert, Klavier; Orchestre Philharmonique de Liége; Louis Langrée (Naïve; 2001)
- Elīna Garanča: Mozart / Opera & Concert Arias. Elīna Garanča, Mezzosopran; Camerata Salzburg; Louis Langrée (Virgin Classics; 2005)
- Franck / Chausson: Symphonies. Orchestre Philharmonique de Liège; Louis Langrée (Universal Music France; 2005)
- Mozart: Mass in C. Natalie Dessay, Veronique Gens, Topi Lehtipuu, Luca Pisaroni, Le Concert D'Astrée; Louis Langrée (Virgin Classics; 2006)
- Mozart: Violin Concertos Nos 1 & 3, Sinfonia Concertante. Renaud Capuçon; Antoine Tamestit; Scottish Chamber Orchestra; Louis Langrée (Virgin Classics; 2009)
- Berlinoz. (Les nuits d'été, La Mort De Cléopâtre u. a.). Véronique Gens; Orchester der Opéra National de Lyon; Louis Langrée (Erato; 2013)
- Hallowed Ground. Werke von Aaron Copland, David Lang, Nico Muhly. Cincinnati Symphony Orchestra; Louis Langrée (Fanfare Cincinnati; 2014)
- Concertos for Orchestra. Werke von Zhou Tian; Thierry Escaich; Sebastian Currier. Cincinnati Symphony Orchestra; Louis Langrée (Fanfare Cincinnati; 2016)
- Transatlantic: Gershwin / Varèse, Stravinsky. Cincinnati Symphony Orchestra; Louis Langrée (Fanfare Cincinnati; 2019)
- Elsa Dreisig – Mozart x 3. Opernarien. Kammerorchester Basel; Louis Langrée (Warner Classics; 2022)

### DVD/Blu-ray
- Mozart: Zaide. Ekaterina Lekhina, Sean Panikkar, Alfred Walker, Russell Thomas, Morris Robinson u. a., Camerata Salzburg, Louis Langrée, Aufnahme vom Festival d’Aix-en-Provence 2008 (Naxos; 2009)
- Mozart: Don Giovanni. Bo Skovhus, Kyle Ketelsen, Marlis Petersen, Anatoli Kotscherga u. a., Freiburger Barockorchester, Louis Langrée, Aufnahme vom Festival d’Aix-en-Provence 2010 (BelAir)
- Rossini: Le comte Ory. Philippe Talbot, Julie Fuchs, Gaëlle Arquez, Eve-Maud Hubeaux u. a., Orchestre des Champs-Elysées, Louis Langrée, Aufnahme aus der Opéra-Comique Paris 2017 (CMajor; 2017)
- Verdi: La Traviata. Natalie Dessay, Charles Castronovo, Ludovic Tézier u. a., Estonia Philharmonic Chamber Choir, London Symphony Orchestra, Louis Langrée (Virgin; 2011)
- Thomas: Hamlet. Stéphan Degout, Sabine Devieilhe u. a., Orchestre des Champs-Elysees, Louis Langrée (Naxos; 2018)
- Messager: Fortunio. Cyrille Dubois, Anne-Catherine Gillet, Franck Leguerinel, Jean-Sebastien Bou u. a., Orchestre des Champs-Elysees, Louis Langrée, Aufnahme aus der Opéra-Comique Paris 2019 (Naxos; 2019)

## Auszeichnungen
- 2014: Ritter der Ehrenlegion[17]
- 2021: Offizier des Ordre des Arts et des Lettres;[18] (Ernennung zum Chevalier 2006)[19]